# 準公用語
準公用語（じゅんこうようご）とは、公用語の次に使われる言語である。
例えば、インドでは、ヒンディー語等22の公用語のほか、英語を準公用語としている。

## 日本企業における英語の準公用語化
日本では、企業内で用いる言語を英語に変更する動きが出ており、「準公用語化」ともいわれる。例えば資生堂では本社での会議や社内文書で用いる言語を英語にしたほか、外国人がメンバーに含まれる会議やメールでは英語を使用するようにしている。ホンダでもグローバル会議や、地域間でのメールでは英語を用いるようになっている、英語をスムーズに浸透させ国際競争力を高めるためとされている。